# Sangibano
Sangibano (fl. V secolo) è stato re degli Alani attorno alla metà del V secolo, alleato dei Romani.
Comandava parte del popolo alano, diviso in più gruppi, nella zona di Orléans. Durante la guerra contro Attila, presidiava con le sue truppe la città di Aureliana (odierna Orléans), che difese durante l'assedio degli Unni, pur avendo provato a passare dalla parte di Attila. La resistenza della città fu alimentata dai suoi stessi cittadini, in un'epoca in cui ormai i soldati e il potere centrale non potevano più garantire la loro sicurezza. L'anima della resistenza era il vescovo Agnano, che raggiunse Ezio ad Arles prima che iniziasse l'assedio per chiedere aiuto. Ezio chiese al vescovo di far sì che la città potesse resistere il più a lungo possibile e che sarebbe arrivato alla città il 18 delle calende di luglio. Nonostante ci fossero solo venti giorni di cammino tra Arles e Orléans, Ezio stava radunando ulteriori truppe, tentando di convincere i reali visigoti a fornire truppe e cercava di coordinarsi con il re dei Franchi salii. La città venne liberata dall'assedio nell'alba del 14 giugno, poco dopo la penetrazione degli Unni in città, con l'arrivo delle forze di Ezio da sud-est, dei Franchi a nord e dei Visigoti a sud-ovest. Il loro arrivo colse di sorpresa gli unni, che evacuarono la città d'emergenza.
Sangibano si unì nell'inseguimento di Attila, che terminò con la terribile battaglia dei Campi Catalaunici. Nella battaglia gli Alani tennero la parte centrale dello schieramento, mentre l'ala sinistra fu tenuta dai Romani di Ezio e quella destra dai Visigoti di Teodorico e Torismondo. Nel 452 Sangibano venne sconfitto dall'ex alleato ai Campi Catalaunici, Torismondo.